# Genoa Cricket and Football Club 1951-1952
Questa voce raccoglie le informazioni riguardanti il Genoa Cricket and Football Club nelle competizioni ufficiali della stagione 1951-1952.

## Stagione
Il Genoa inizia la stagione pareggiando per 2-2 con la Sampdoria nella quarta edizione del trofeo amichevole Coppa Cassano, in onore del defunto giocatore blucerchiato Luigi Cassano.
La stagione regolare vedrà il Genoa piazzarsi al quinto posto nella serie cadetta.

## Divise
La maglia per le partite casalinghe presentava i colori rossoblù.

## Organigramma societario
Area direttiva
- Presidente: Ernesto Cauvin

Area tecnica
- Allenatore: Imre Senkey[2], Giacinto Ellena
- Direttore Tecnico: Valentino Sala

## Rosa
| N. |                   | Ruolo | Calciatore        |
| -- | ----------------- | ----- | ----------------- |
|    | Italia (bandiera) | P     | Pietro Bonetti    |
|    | Italia (bandiera) | P     | Angelo Franzosi   |
|    | Italia (bandiera) | P     | Enrico Gualazzi   |
|    | Italia (bandiera) | D     | Antonio Azimonti  |
|    | Italia (bandiera) | D     | Fosco Becattini   |
|    | Italia (bandiera) | D     | Maurizio Bruno    |
|    | Italia (bandiera) | D     | Amedeo Cattani    |
|    | Italia (bandiera) | D     | Angelo Colla      |
|    | Italia (bandiera) | D     | Pier Ugo Melandri |
|    | Italia (bandiera) | C     | Camillo Achilli   |
|    | Italia (bandiera) | C     | Celestino Celio   |
|    | Italia (bandiera) | C     | Giovanni Colosio  |

| N. |                   | Ruolo | Calciatore          |
| -- | ----------------- | ----- | ------------------- |
|    | Italia (bandiera) | C     | Gino Corradini      |
|    | Italia (bandiera) | C     | Luciano Fusari      |
|    | Italia (bandiera) | C     | Bruno Gremese       |
|    | Svezia (bandiera) | C     | Stellan Nilsson     |
|    | Italia (bandiera) | C     | Gian Battista Odone |
|    | Italia (bandiera) | C     | Silvano Pravisano   |
|    | Italia (bandiera) | C     | Francesco Tortarolo |
|    | Italia (bandiera) | A     | Vito Bernardis      |
|    | Italia (bandiera) | A     | Attilio Frizzi      |
|    | Svezia (bandiera) | A     | Bror Mellberg       |
|    | Italia (bandiera) | A     | Licio Rossetti      |

## Risultati

### Serie B

#### Girone di andata
| 9 settembre 1951 1ª giornata | Venezia | 1 – 4 | Genoa |  |

| 16 settembre 1951 2ª giornata | Genoa | 2 – 2 | Catania |  |

| 7 ottobre 1979 3ª giornata | Brescia | 0 – 1 | Genoa |  |

| 11 marzo 4ª giornata | Genoa | 2 – 0 | Verona |  |

| 7 ottobre 1951 5ª giornata | Salernitana | 0 – 2 | Genoa |  |

| 14 ottobre 1951 6ª giornata | Genoa | 5 – 0 | Stabia |  |

| 21 ottobre 1951 7ª giornata | Marzotto Valdagno | 2 – 1 | Genoa |  |

| 7 settembre 1997 8ª giornata | Genoa | 3 – 0 | Livorno |  |

| 4 novembre 1951 9ª giornata | Roma | 1 – 2 | Genoa |  |

| 18 novembre 1951 10ª giornata | Genoa | 2 – 2 | Pisa |  |

| 2 dicembre 1951 11ª giornata | Genoa | 2 – 0 | Fanfulla |  |

| 20 gennaio 1952 12ª giornata | Modena | 1 – 0 | Genoa |  |

| 16 dicembre 1951 13ª giornata | Genoa | 3 – 0 | Monza |  |

| 14 dicembre 14ª giornata | Genoa | 2 – 0 | L.R. Vicenza |  |

| 30 dicembre 1951 15ª giornata | Siracusa | 2 – 1 | Genoa |  |

| 6 gennaio 1952 16ª giornata | Messina | 0 – 0 | Genoa |  |

| 21 dicembre 1947 17ª giornata | Genoa | 2 – 1 | Reggiana |  |

| 17 novembre 18ª giornata | Piombino | 2 – 1 | Genoa |  |

| 21 settembre 1958 19ª giornata | Genoa | 1 – 0 | Treviso |  |

#### Girone di ritorno
| 3 febbraio 1952 20ª giornata | Genoa | 2 – 2 | Venezia |  |

| 10 febbraio 1952 21ª giornata | Catania | 4 – 1 | Genoa |  |

| 17 febbraio 1952 22ª giornata | Genoa | 1 – 2 | Brescia |  |

| 2 marzo 1952 23ª giornata | Verona | 0 – 0 | Genoa |  |

| 9 marzo 1952 24ª giornata | Genoa | 0 – 1 | Salernitana |  |

| 16 marzo 1952 25ª giornata | Stabia | 0 – 2 | Genoa |  |

| 23 marzo 1952 26ª giornata | Genoa | 2 – 2 | Marzotto Valdagno |  |

| 30 marzo 1952 27ª giornata | Livorno | 1 – 0 | Genoa |  |

| 6 aprile 1952 28ª giornata | Genoa | 1 – 0 | Roma |  |

| 13 aprile 1952 29ª giornata | Pisa | 1 – 0 | Genoa |  |

| 20 aprile 1952 30ª giornata | Fanfulla | 2 – 0 | Genoa |  |

| 27 aprile 1952 31ª giornata | Genoa | 0 – 2 | Modena |  |

| 4 maggio 1952 32ª giornata | Monza | 1 – 0 | Genoa |  |

| 11 maggio 1952 33ª giornata | Vicenza | 3 – 1 | Genoa |  |

| 25 maggio 1952 34ª giornata | Genoa | 4 – 0 | Siracusa |  |

| 1º giugno 1952 35ª giornata | Genoa | 3 – 1 | Messina |  |

| 8 giugno 1952 36ª giornata | Reggiana | 0 – 4 | Genoa |  |

| 15 giugno 1952 37ª giornata | Genoa | 3 – 0 | Piombino |  |

| 22 giugno 1952 38ª giornata | Treviso | 1 – 1 | Genoa |  |

## Statistiche

### Statistiche di squadra
| Competizione | Punti | In casa | In casa | In casa | In casa | In casa | In casa | In trasferta | In trasferta | In trasferta | In trasferta | In trasferta | In trasferta | Totale | Totale | Totale | Totale | Totale | Totale | DR  |
| Competizione | Punti | G       | V       | N       | P       | Gf      | Gs      | G            | V            | N            | P            | Gf           | Gs           | G      | V      | N      | P      | Gf     | Gs     | DR  |
| ------------ | ----- | ------- | ------- | ------- | ------- | ------- | ------- | ------------ | ------------ | ------------ | ------------ | ------------ | ------------ | ------ | ------ | ------ | ------ | ------ | ------ | --- |
| Serie B      | 42    | 19      | 12      | 4       | 3       | 40      | 15      | 19           | 5            | 4            | 10           | 21           | 23           | 38     | 17     | 8      | 13     | 61     | 38     | +23 |

### Statistiche dei giocatori
| Giocatore    | Serie B  | Serie B |
| Giocatore    | Presenze | Reti    |
| ------------ | -------- | ------- |
| C. Achilli   | 23       | 1       |
| A. Azimonti  | 38       | 3       |
| F. Becattini | 37       | 0       |
| V. Bernardis | 4        | 0       |
| A. Cattani   | 32       | 0       |
| C. Celio     | 34       | 4       |
| S. Chiumento | 24       | 1       |
| A. Colla     | 2        | 0       |
| G. Colosio   | 14       | 5       |
| G. Corradini | 4        | 0       |
| A. Franzosi  | 33       | -29     |
| A. Frizzi    | 32       | 20      |
| L. Fusari    | 3        | 0       |
| B. Gremese   | 32       | 4       |
| E. Gualazzi  | 5        | -9      |
| P. Melandri  | 22       | 1       |
| B. Mellberg  | 23       | 10      |
| S. Nilsson   | 12       | 1       |
| G.B. Odone   | 1        | 0       |
| S. Pravisano | 28       | 6       |
| L. Rossetti  | 15       | 1       |